# Escudo de Liechtenstein

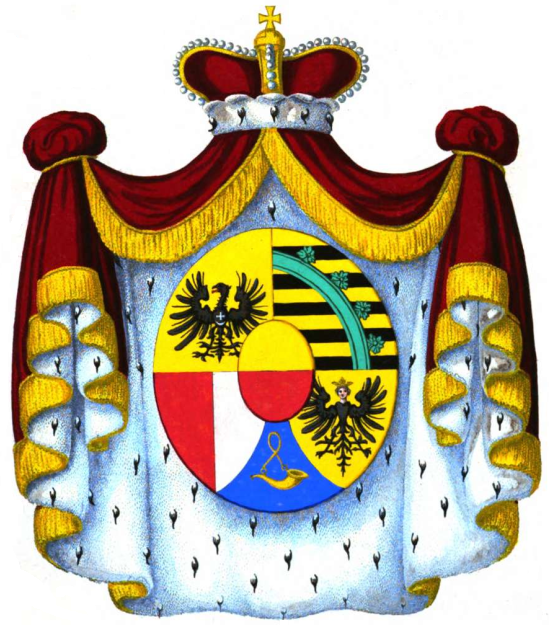
Escudo de armas del Principado de Liechtenstein (1846)

Existen dos versiones del escudo del Principado de Liechtenstein, el escudo grande y el pequeño.
El escudo grande es el blasón del príncipe que también es usado por otros miembros de su familia. En las armas grandes aparecen, junto a los emblemas propios del país, símbolos de diversos territorios europeos que han mantenido lazos dinásticos en el pasado con la familia reinante:
El primer cuartel recoge el blasón de Silesia; el segundo corresponde a Kuenringe; el tercer cuartel, simboliza el Ducado de Opava y el cuarto a Frisia oriental. En la punta del escudo figura el blasón del Ducado de Krnov. El escusón central de oro (amarillo) y gules es el escudo propio de la familia reinante.
El escudo pequeño está formado únicamente por el escusón de oro y de gules que aparece en la parte central de las armas grandes, al timbre (único elemento exterior) la birreta germánica del príncipe.

## Blasonado del escudo grande
"Escudo cuartelado: En el primer cuartel, de oro, un águila de sable coronada y armada de oro cargada con un creciente de plata terminado en cruces del mismo metal; en el segundo cuartel, fajado de ocho piezas de oro y sable brochante un crancelín de sinople; el tercer cuartel, un campo partido, de gules y plata y en el cuarto cuartel de oro, una Arpía (o águila virgen) de sable, con cabeza de plata coronada y armada de oro. Entado en punta, de azur, una corneta de oro con una cuerda del mismo metal. En el centro, un escusón cortado de oro (mitad superior) y gules (mitad inferior).
El escudo está situado sobre un manto de púrpura, guarnecido de oro y forrado de armiño, alzado con cuerdas de oro que terminan en borlas del mismo metal. Sobre el manto descansa una birreta germánica de príncipe que es un tocado redondo de gules con una faja de armiño terminada en ocho puntas redondeadas, vistas cinco; la birreta cerrada por cuatro diademas de oro decoradas con perlas, vistas tres, que convergen en un orbe de azur con su ecuador y semimeridiano de oro y una cruz del mismo metal".